# Il cielo in una stanza
| Оценки критиков | Оценки критиков |
| Источник        | Оценка          |
| --------------- | --------------- |
| Raro!           | без оценки      |

Il cielo in una stanza — второй студийный альбом итальянской певицы Мины, выпущенный в 1960 году на лейбле Italdisc.

## Об альбоме
Альбом представляет собой сборник уже выпущенных ранее синглов, кроме «Ho paura», которая будет издана как бисайд сингла «Piano» в октябре. Продолжительность песен на альбоме немного меньше, чем в синглах, дабы уместить все песни одной стороны пластинки в пятнадцать минут. Песня «Il cielo in una stanza» даже значительно отличается от синглового варианта.
Мине аккомпанирует оркестр под управлением Тони Де Виты.
Альбом был издан в июне 1960 года. В следующем году альбом вышел в Аргентине и Перу (с названиями песен переведёнными на испанский язык и другим порядком треков), Венесуэле (с обложкой альбома Tintarella di luna) и Бразилии (также с иной обложкой). В 1992 году альбом был переиздан лейблом Raro! Records отдельно и в составе бокс-сета (с первыми тремя альбомами Мины).

## Список композиций
| №  | Название                    | Автор(ы)                                       | Длительность |
| -- | --------------------------- | ---------------------------------------------- | ------------ |
| 1. | «Il cielo in una stanza»    | Джино Паоли                                    | 1:59         |
| 2. | «Pesci rossi»               | Тони Де Вита                                   | 2:20         |
| 3. | «Briciole di baci»          | Могол, Карло Донида                            | 2:33         |
| 4. | «Ho paura»                  | Пино Донаджьо, Бруно Паллеси                   | 3:03         |
| 5. | «Personalità (Personality)» | Джузеппе Перотти, Ллойд Прайс, Гарольд Логан   | 2:27         |
| 6. | «La nonna Magdalena»        | Никола Салерно, Вито Паллавичини, Пино Массара | 2:05         |

| №  | Название                                          | Автор(ы)                                         | Длительность |
| -- | ------------------------------------------------- | ------------------------------------------------ | ------------ |
| 1. | «Coriandoli»                                      | Лео Кьоссо, Лаврето Ливраджи                     | 3:10         |
| 2. | «Una zebra a pois»                                | Лелио Лутацци, Дино Верде, Марчелло Чьорчиолли   | 3:22         |
| 3. | «Invoco te»                                       | Джан Карло Тестони, Глауко Масетти, Тони Де Вита | 3:03         |
| 4. | «Rossetto sul colletto (Lipstick on Your Collar)» | Миссельвия, Джордж Гореринг                      | 1:30         |
| 5. | «Serafino campanaro»                              | Никола Салерно, Мансуэто Ди Понти                | 2:07         |
| 6. | «Un piccolo raggio di luna»                       | Никола Салерно, Берто Пизано                     | 2:19         |